# دیوید رامسبوتام، بارون رامسبوتام
دیوید رامسبوتام، بارون رامسبوتام (انگلیسی: David Ramsbotham, Baron Ramsbotham؛ زادهٔ ۶ نوامبر ۱۹۳۴) فرد نظامی اهل بریتانیا است. وی همچنین برندهٔ جوایزی همچون نشان حمام و نشان امپراتوری بریتانیا شده‌است.